# Mitragomphus ganzanus
Espèce
Statut de conservation UICN

 LC  : Préoccupation mineure
Mitragomphus ganzanus est une espèce monotypique de libellules de la famille des Gomphidae (sous-ordre des Anisoptères, ordre des Odonates).

## Répartition
Cette espèce est mentionnée au Brésil.